# SN 2005fs
SN 2005fs – supernowa typu Ia odkryta 14 września 2005 roku w galaktyce A020452-0019. W momencie odkrycia miała maksymalną jasność 22,10m.